# 19 (single)
19 is een single uit 1985 van de Britse muzikant Paul Hardcastle, met een stuk dialoog ingesproken door Peter Thomas. Het nummer gaat over de Amerikaanse betrokkenheid in de Vietnamoorlog en het effect ervan op de daarin dienende soldaten.

## Inhoud
19 bevat samples van een dialoog en nieuwsberichten uit de ABC-documentaire Vietnam Requiem, over posttraumatische stressstoornis die voorkomt bij veteranen uit de Vietnamoorlog. De titel 19 komt voort uit de bewering in de documentaire dat de gemiddelde leeftijd van een Amerikaanse soldaat in die oorlog negentien was, in vergelijking tot de Tweede Wereldoorlog, waarin de gemiddelde leeftijd zesentwintig was. Deze claim is sindsdien betwist. Onbetwiste statistieken bestaan niet, maar het Southeast Asia Combat Area Casualties Current File (CACCF), de bron van het Vietnam Veterans Memorial, laat een disproportioneel aantal doden zien (38%) die 19 of 20 waren. Volgens deze zelfde bron was de gemiddelde leeftijd op het moment van overlijden drieëntwintig.

## Ontvangst
De single was nummer 1 in 14 landen, geholpen door het feit dat er versies van het nummer opgenomen waren in het Duits, Frans, Spaans en Japans. De plaat kreeg in thuisland het Verenigd Koninkrijk een Ivor Novello Award voor de bestverkochte single van 1985. Hardcastle is later gedagvaard door ABC voor het oneigenlijke gebruik van samples uit de documentaire.
In Nederland was de plaat op maandag 13 mei 1985 verkozen tot NOS Steunplaat van de week op Hilversum 3 in het radioprogramma De Avondspits en werd een gigantische hit. De plaat bereikte de nummer 1-positie in zowel de Nederlandse Top 40, Nationale Hitparade als de TROS Top 50. Ook in de Europese hitlijst op Hilversum 3, de TROS Europarade, bereikte de plaat de nummer 1-positie. In België bereikte de plaat eveneens de nummer 1-positie van zowel de Vlaamse Ultratop 50 als de Vlaamse Radio 2 Top 30.

## Trivia
- Nadat de single naar nummer 1 ging in het Verenigd Koninkrijk, noemde platen- en televisieproducer Simon Fuller zijn managementbedrijf 19 Entertainment (hij was diegene die Hardcastle liet tekenen bij Chrysalis Records).

- Mike Oldfield beweerde dat Hardcastle een melodisch element van 19 had gekopieerd uit een gedeelte van zijn album Tubular Bells; het is later tot een schikking gekomen.

## Hitnotering
| Hitnotering: 18-05-1985 t/m 24-08-1985 | Hitnotering: 18-05-1985 t/m 24-08-1985 | Hitnotering: 18-05-1985 t/m 24-08-1985 | Hitnotering: 18-05-1985 t/m 24-08-1985 | Hitnotering: 18-05-1985 t/m 24-08-1985 | Hitnotering: 18-05-1985 t/m 24-08-1985 | Hitnotering: 18-05-1985 t/m 24-08-1985 | Hitnotering: 18-05-1985 t/m 24-08-1985 | Hitnotering: 18-05-1985 t/m 24-08-1985 | Hitnotering: 18-05-1985 t/m 24-08-1985 | Hitnotering: 18-05-1985 t/m 24-08-1985 | Hitnotering: 18-05-1985 t/m 24-08-1985 | Hitnotering: 18-05-1985 t/m 24-08-1985 | Hitnotering: 18-05-1985 t/m 24-08-1985 | Hitnotering: 18-05-1985 t/m 24-08-1985 | Hitnotering: 18-05-1985 t/m 24-08-1985 | Hitnotering: 18-05-1985 t/m 24-08-1985 |
| Week                                   | 1                                      | 2                                      | 3                                      | 4                                      | 5                                      | 6                                      | 7                                      | 8                                      | 9                                      | 10                                     | 11                                     | 12                                     | 13                                     | 14                                     | 15                                     |                                        |
| -------------------------------------- | -------------------------------------- | -------------------------------------- | -------------------------------------- | -------------------------------------- | -------------------------------------- | -------------------------------------- | -------------------------------------- | -------------------------------------- | -------------------------------------- | -------------------------------------- | -------------------------------------- | -------------------------------------- | -------------------------------------- | -------------------------------------- | -------------------------------------- | -------------------------------------- |
| Nummer                                 | 40                                     | 24                                     | 13                                     | 4                                      | 3                                      | 2                                      | 1                                      | 1                                      | 1                                      | 2                                      | 2                                      | 4                                      | 6                                      | 13                                     | 19                                     | uit                                    |

| Hitnotering: 25-05-1985 t/m 31-08-1985 | Hitnotering: 25-05-1985 t/m 31-08-1985 | Hitnotering: 25-05-1985 t/m 31-08-1985 | Hitnotering: 25-05-1985 t/m 31-08-1985 | Hitnotering: 25-05-1985 t/m 31-08-1985 | Hitnotering: 25-05-1985 t/m 31-08-1985 | Hitnotering: 25-05-1985 t/m 31-08-1985 | Hitnotering: 25-05-1985 t/m 31-08-1985 | Hitnotering: 25-05-1985 t/m 31-08-1985 | Hitnotering: 25-05-1985 t/m 31-08-1985 | Hitnotering: 25-05-1985 t/m 31-08-1985 | Hitnotering: 25-05-1985 t/m 31-08-1985 | Hitnotering: 25-05-1985 t/m 31-08-1985 | Hitnotering: 25-05-1985 t/m 31-08-1985 | Hitnotering: 25-05-1985 t/m 31-08-1985 | Hitnotering: 25-05-1985 t/m 31-08-1985 | Hitnotering: 25-05-1985 t/m 31-08-1985 |
| Week                                   | 1                                      | 2                                      | 3                                      | 4                                      | 5                                      | 6                                      | 7                                      | 8                                      | 9                                      | 10                                     | 11                                     | 12                                     | 13                                     | 14                                     | 15                                     |                                        |
| -------------------------------------- | -------------------------------------- | -------------------------------------- | -------------------------------------- | -------------------------------------- | -------------------------------------- | -------------------------------------- | -------------------------------------- | -------------------------------------- | -------------------------------------- | -------------------------------------- | -------------------------------------- | -------------------------------------- | -------------------------------------- | -------------------------------------- | -------------------------------------- | -------------------------------------- |
| Nummer                                 | 34                                     | 2                                      | 1                                      | 1                                      | 1                                      | 1                                      | 2                                      | 2                                      | 1                                      | 4                                      | 6                                      | 14                                     | 19                                     | 30                                     | 46                                     | uit                                    |

### NPO Radio 2 Top 2000
| Nummer met noteringen in de NPO Radio 2 Top 2000 | '00  | '01  | '02-'11 | '12  |
| ------------------------------------------------ | ---- | ---- | ------- | ---- |
| 19                                               | 1343 | 1564 | -       | 1868 |

1. ↑  Een '-' betekent dat het nummer niet was genoteerd en een vetgedrukt getal geeft de hoogste notering aan.
2. ↑  2000 was het eerste jaar met een notering voor dit nummer.
3. ↑  Deze tabel is bijgewerkt tot en met de laatste editie (2024).